# シモネッタ・ヴェスプッチの肖像
『シモネッタ・ヴェスプッチの肖像』（シモネッタ・ヴェスプッチのしょうぞう、伊:Ritratto di Simonetta Vespucci come Cleopatra）は、イタリアのルネサンス期の画家、ピエロ・ディ・コジモによる板上の油彩画で、1480年、または1490年ごろに制作された。フランスのシャンティイにあるコンデ美術館に所蔵されている。
シモネッタ・ヴェスプッチは、 15歳か16歳のときにフィレンツェのマルコ・ヴェスプッチと結婚したジェノヴァの貴婦人であった。当時のフィレンツェの町でまさしく一番の美人として有名であり、その美しさでフィレンツェ全体から賞賛された。シモネッタは1476年に23歳で早逝した後、伝説になった。サンドロ・ボッティチェッリは『ヴィーナスの誕生』において彼女の顔貌に触発され、ピエロ・ディ・コジモは熱烈な賞賛者であった。

## 様式
モデルは、左を向いて半身で描かれた少女である。彼女の胸はむき出しで、小さなヘビが彼女が身に着けているネックレスの周囲に絡みついている。背景には、左側が乾燥し、右側が青々とした開放的な風景がある。暗い雲は彼女の早期の死の象徴であり、背景の枯れ木も同様である。絵画の基部には、15世紀初めのフランドルの画家、ヤン・ファン・エイク以来の芸術で使用された方法である、刻印した文字を模倣した碑文付きの縁取りがある。そこには、「SIMONETTA IANUENSIS VESPUCCIA」と書かれている。
暗い雲は、純粋な横顔、および明るい顔色と対照的である。本作は伝統的にシモネッタの肖像画として特定されている。ジョルジョ・ヴァザーリは、トップレスとヘビのために、クレオパトラを描いていると見なしたが、プルタルコスによれば、クレオパトラは毒ヘビに噛まれて自殺し、ヴァザーリは本作のヘビをその毒ヘビだと見たのである。しかし、美術史家のノルベルト・シュナイダーは、肖像画の図像が古代後期のものに由来する可能性が高いと考えた。この図像では、ヘビ、特に自分の尻尾を噛んでいるヘビ（ウロボロス）は、時間のサイクルを、ゆえに若返りを象徴していた。そのため、ローマの新年の神、ヤヌスと関連付けられた。またサトゥルヌスとも関連付けられたが、サトゥルヌスは、そのギリシャ語名が「kronos (クロノス)」であり、クロノスは「時間」を表すギリシャ語「Chronos (クロノス)」と一体化して、「時間の父」としての人物となった。碑文は、シモネッタを（ジェノヴァの）ヤヌエンシスと呼んでいるが、ヤヌスを変えた綴りは言葉の遊びである。ヘビは「慎重さ」の象徴でもあったが、その解釈に従えば、シモネッタの知恵を称賛するものとなるであろう。
別の解釈としては、彼女がプロセルピナとして提示され、ヘビが異教徒の復活の希望を象徴しているというものである 。
15世紀風の胸像は、よりよく見られるために少し鑑賞者の方を向いており、肩は刺繡の多い布地で包まれている。シュナイダーの見解では、彼女の裸体の胸は同時代の鑑賞者に不快感を与えることはなかっただろう。裸体の胸はむしろクニドスのアフロディーテ、または「貞潔な」ヴィーナスに言及したもので、パリス・ボルドーネの『恋人たちの寓話』（1550年ごろ）では、トップレスは結婚式の象徴である。 
人物の特徴は驚くほど純粋である。剃毛した生え際を含む当時の流行に合わせて、額は高く見せている。髪型は人妻のもので、三つ編みにまとめられ、リボン、ビーズ、真珠で豪華に装飾されている。

## モデルのアイデンティティ
この肖像がシモネッタ・ヴェスプッチにどれほど似ているかは定かではない。特にシモネッタの肖像画である場合、彼女の死から約14年後に描かれたものだからである。彼女が亡くなったとき、ピエロ・ディ・コジモはまだ14歳だったので、この肖像画は以前の芸術家の作品の複製であるのかもしれない。
シモネッタ・ヴェスプッチの肖像と言われる女性の肖像』という題名を付けている。そして、絵画の下部にある彼女の名前の碑文は、後日追加されたのかもしれないと述べている。